# 153-я пехотная дивизия (вермахт)
153-я пехотная дивизия (нем. 153. Grenadier-Division) — тактическое соединение сухопутных войск нацистской Германии периода Второй мировой войны.

## История
153-я пехотная дивизия была сформирована 10 февраля 1945 года на территории оккупированной немцами Венгрии. Формирование осуществлялось на базе 153-й учебно-полевой дивизии. В мае 1945 года дивизия была уничтожена советскими войсками в ходе Моравско-Остравской наступательной операции.

## Местонахождение
- с февраля по март 1945 (Венгрия)
- с марта по май 1945 (Чехословакия)

## Подчинение
- 29-й армейский корпус 1-й танковой армии группы армий «Центр» (10 февраля — 26 марта 1945)
- 49-й горный армейский корпус 1-й танковой армии группы армий «Центр» (26 марта — 8 мая 1945)

## Состав
- 715-й пехотный полк (Grenadier-Regiment 715)
- 716-й пехотный полк (Grenadier-Regiment 716)
- 717-й пехотный полк (Grenadier-Regiment 717)
- 453-й артиллерийский полк (Artillerie-Regiment 453)
- 153-й сапёрный батальон (Pionier-Bataillon 153)
- 153-й фузилёрный батальон (Füsilier-Bataillon 153)
- 153-й отряд материального обеспечения (Nachschubtruppen 153)